# Honnanakoppal, Channarayapatna
Honnanakoppal là một làng thuộc tehsil Channarayapatna, huyện Hassan, bang Karnataka, Ấn Độ.